# Болонка
Болонката е декоративна порода кучета, произлизаща от Северна Италия и по-специално от Болоня, откъдето идва нейното име.
Тя е с дребен ръст (обикновено до 30 см) и тегло 7 – 10 кг най-много, с бяла, вълнисто-къдрава козина и черни очи и нос. В европейските кралски дворове на Испания, Франция и др. става особено популярна между 16 и 19 в. Призната е като порода от Международната федерация по кинология през 1989 г.
Тъй като има добродушен и весел нрав, тя и до днес е предпочитан семеен любимец и обичан компаньон особено за деца. Болонката обича упражненията и игрите, лесно се нагажда към стопаните си и обикновено е в добро здраве. Дълго ходене не може да я смути, но може да се задоволи и с кратки обиколки из парка. Болонките произхождат от Болоня, Италия, като те приличат много на Малтийска болонка и на Френска болонка, за които се счита че произхождат от Малта и Южна Италия. Болонките са били използвани дълги векове да ловят мишки и са били държани на кораби, за да преследват гризачи. По времето на Ренесанса те са били давани като подарък на благородниците.
Болонките са интелигентни кучета и често те могат да предугадят вашите желания. Болонките следват своя стопанин навсякъде. Те обичат да изпъкват и да играят. Болонките са отлични пазачи и добре могат да преценяват характери. Много са наблюдателни и биха алармирали стопанина си за всичко необичайно. Болонките рядко биха нападнали хора. Те са силни малки кучета, които въпреки че обичат упражненията не са от най-енергичните кучета. Те са любезни и са адаптивни към нови условия. Болонките биха живели добре с други животни, а така също и с деца, но не и с много малки деца. Болонките имат нужда от много компания и ако ги оставяте сами в апартамента няма да им се отрази добре. Ако биват оставяни дълго сами стават нервни, разрушителни и шумни. Болонките биха живели добре и в апартамент ако имат някои постоянно да ги гледа, но най-добре ще се чувстват в къща с двор.
Размерите на мъжките болонки достигат до 30 см, а женските стигат около 28 см. Теглото им е между 2.5 и 7 кг. Козината на болонките е бяла и могат да имат жълти или кремави оттенъци. Козината им е дълга и пухкава и не се сменя. Тя е на снопчета, които покриват цялото тяло. Козината им може да се сплъсти и затова болонките имат нужда от редовно почистване. В почистването трябва да влиза и редовно миене, грижи за очи\ уши, чистене на зъби и рязане на нокти.
Болонките са много здрави кучета и нямат много здравословни проблеми. Вероятни проблеми биха имали с луксация на колянното капаче. Продължителността на живота при Болонките е 13 – 15 години, но някои стигат и до 20 години.